# Медопійник чорногорлий
Медопійник чорногорлий (Melithreptus gularis) — вид горобцеподібних птахів родини медолюбових (Meliphagidae). Ендемік Австралії.

## Поширення
Він поширений на півночі Австралії, від північно-західної частини Західної Австралії (Кімберлі, Пілбара, Велика піщана пустеля та північна пустеля Гібсона), північної частини Північної території (Топ-Енд та узбережжя затоки Карпентарія), північного, центрального та східного Квінсленда та центрального Нового Південного Уельсу. Він трапляється на схід від Австралійських Альп, але рідко зустрічається далі на південь і, здається, стаючи рідкісним в районі Сіднея. Він також рідкісний в центральній і північній частині Вікторії та східній частині Південної Австралії.
Мешкає у відкритих лісах і сухих склерофільних лісах, часто поблизу водотоків.